# Franz Anton von Zauner

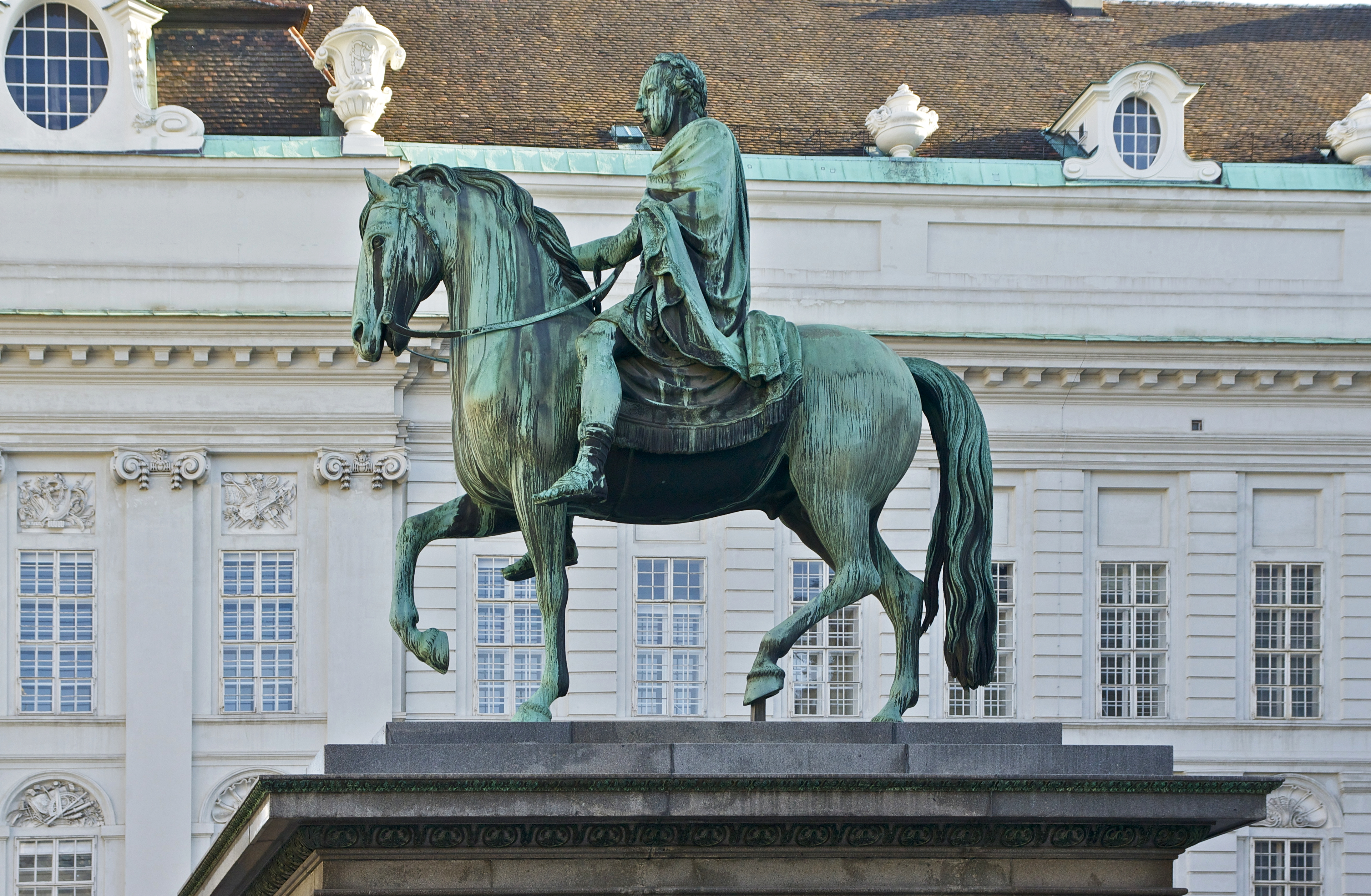
II. József lovas szobra Bécsben

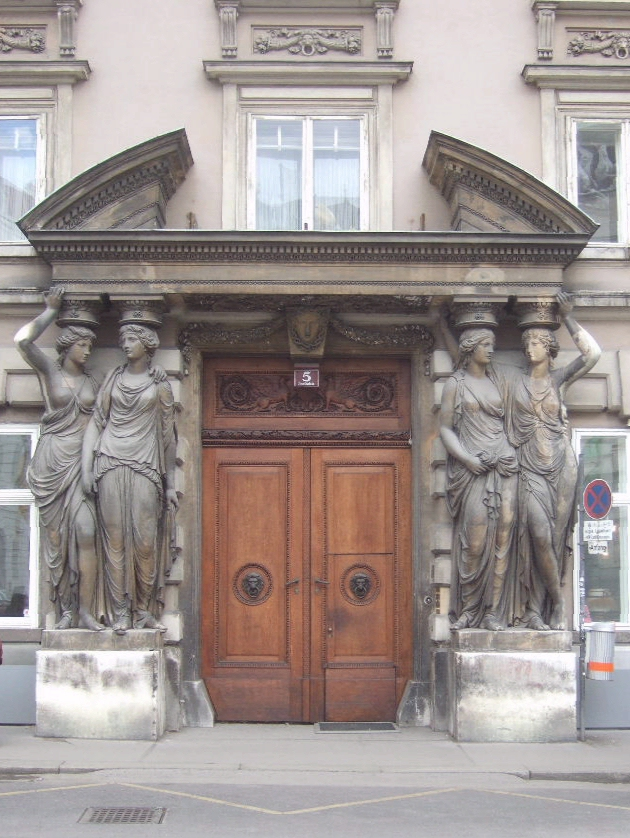
A bécsi Pallavicini-palota négy kariatidája

Franz Anton Zauner (1807-től Franz Anton von Zauner) (Unterfalpetan, Tirol 1746.július 5. – Bécs, 1822. március 3.) osztrák korai klasszicista szobrász, Georg Raphael Donner követője.

## Életpályája
A bécsi akadémián tanult, majd 1781-ben tanító, 1796-ban tanár és tanácsos, 1806-ban pedig a festő- és szobrászképzés igazgatója lett a bécsi akadémián. 1807-ben nemesi címet (Franz Anton Zauner Edler von Falpetan) kapott II. Ferenc császártól fő művéért, II. József bécsi lovasszobráért. 1784. szeptember 1-jén belépett a szabadkőművesek páholyába.

## Művei
- A legismertebb műve Bécsben a Josefsplatzon II. József császár lovasszobra
- II. Lipót császár síremléke az augusztinusok bécsi templomában[8]
- Laudon-kástély: Laudon marsall síremléke.

## Emlékezete
- Sírja a  bécsi matzleinsdorfi (ma Waldmüllerpark) katolikus temetőben található.
- 1894-ben Bécs 3. kerületében (Landstraße) utcát neveztek el róla (Zaunergasse)